# Международная ассоциация футзала
Всемирная ассоциация футзала (исп. Asociación Mundial de Futsal — AMF) — федерация футбола в залах, основанная в 2002 году в Асунсьоне (Парагвай), является преемником организации FIFUSA. Основанная 25 июня 1971 году в Бразилии (Рио-де-Жанейро), FIFUSA на протяжении нескольких десятилетий являлась единственной международной организацией, проводивший соревнования по футзалу, в том числе и первый чемпионат мира по футзалу, состоявшийся в 1982 году в Бразилии. Штаб-квартира AMF находится в Асунсьоне (Парагвай).
C 2003 года проводит чемпионаты мира по футзалу, на сегодняшний день организовав четыре: 2003 чемпионат мира состоялся в Парагвае, в 2007 в Аргентине, в 2011 в Колумбии и в 2015 в Республике Беларусь.
Президент AMF - Роналдо Аларкон Риос (Парагвай)

## Члены
| Америка - Аргентина - Боливия - Бразилия - Венесуэла - Колумбия - Кюрасао - Мексика - Парагвай - Перу - Уругвай - Чили - Соединённые Штаты Америки - Эквадор Азия - Индия - Казахстан - Пакистан - Тайвань Океания - Австралия | Европа - Беларусь - Бельгия - Израиль - Италия - Каталония - Монако - Норвегия - Россия - Словакия - Страна Басков - Франция - Чехия - Швейцария Африка - Марокко - Республика Конго - Южная Африка |

## Чемпионаты мира под эгидой AMF
- 2003 — победитель:  Парагвай (место проведения: Асунсьон, Парагвай)
- 2007 — победитель:  Парагвай (место проведения: Мендоса, Аргентина)
- 2011 —    победитель:  Колумбия (место проведения: Колумбия)
- 2015 —    победитель:  Колумбия (место проведения: Белоруссия)

## Кубок мира
- 2007 — победитель:  Россия